# Guardamar de la Safor
Guardamar de la Safor, também conhecido em valenciano como l'Alqueria de Guardamar e l'Alquerieta, é um município da Espanha na província de Valência, Comunidade Valenciana. Tem 1,1 km² de área e em 2021 tinha 547 habitantes (densidade: 497,3 hab./km²).

## Demografia
| Variação demográfica do município entre 1991 e 2004 | Variação demográfica do município entre 1991 e 2004 | Variação demográfica do município entre 1991 e 2004 | Variação demográfica do município entre 1991 e 2004 |
| --------------------------------------------------- | --------------------------------------------------- | --------------------------------------------------- | --------------------------------------------------- |
| 1991                                                | 1996                                                | 2001                                                | 2004                                                |
| 57                                                  | 69                                                  | 76                                                  | 196                                                 |